# 카노주

카노주의 위치

카노주(영어: Kano State)는 나이지리아의 북부에 있는 주로, 주도는 카노이다. 면적은 20,131km2이며, 인구는 13,383,682명(2006년)이다. 1967년 5월 27일 옛 북부주에서 분리되어 신설되었다. 북서쪽으로는 카치나주, 북동쪽으로는 지가와주, 남동쪽으로는 바우치주, 남서쪽으로는 카두나주와 접한다.

인구는 나이지리아에서 2018년까지 가장 많은 주로 이루어졌다 (2020 기준): 21,034,689명